# Stylarioides capensis
Stylarioides capensis är en ringmaskart. Stylarioides capensis ingår i släktet Stylarioides och familjen Flabelligeridae. Inga underarter finns listade i Catalogue of Life.